# Harmatelia bilinea
Harmatelia bilinea is een kever uit de familie glimwormen (Lampyridae). De wetenschappelijke naam van de soort werd voor het eerst geldig gepubliceerd in 1858 door Francis Walker.